# Brian Tiler
Brian Tiler (ur. 15 marca 1943 w Rotherham – zm. 11 czerwca 2003 w Aliso Viejo) – angielski piłkarz grający na pozycji środkowego obrońcy, a następnie trener piłkarski, były selekcjoner reprezentacji Zambii.

## Kariera klubowa
Swoją karierę piłkarską Tiler rozpoczął w klubie Rotherham United, w którym grał w latach 1962-1968. W 1968 roku przeszedł do Aston Villi, w której spędził cztery sezony. W latach 1972–1974 występował w Carlisle United, a w latach 1974-1976 w Wigan Athletic. W 1976 roku grał w amerykańskim Portland Timbers.

## Kariera trenerska
W latach 1974–1976 Tiler był grającym menedżerem Wigan Athletic. W 1977 roku prowadził Portland Timbers, a w 1980 roku Miami Americans.
W latach 1978–1980 Tiler był selekcjonerem reprezentacji Zambii. W 1978 prowadził ją w Pucharze Narodów Afryki 1978. Nie wyszedł z nią jednak z grupy.

## Śmierć
Zmarł 11 czerwca 2003 we Włoszech, na skutek obrażeń w wypadku samochodowym. Podróżował wraz z Harrym Redknappem, z którym oglądali mecze Mistrzostw Świata 1990. Redknapp również ucierpiał w wypadku, jednak zdołał wrócić do pełnej sprawności.